# Thích Thiện Nhơn
Thích Thiện Nhơn, tên khai sinh là Phan Minh Hoàng (sinh ngày 17 tháng 10 năm 1950, Trà Vinh) là một tu sĩ Phật giáo Việt Nam, hiện tại thầy đang giữ chức Phó pháp chủ hội đồng chứng minh, Chủ tịch hội đồng trị sự Trung ương Giáo hội Phật giáo Việt Nam.

## Tiểu sử
Phan Minh Hoàng sinh ngày 17 tháng 10 năm 1950 tại xã Phong Phú, huyện Cầu Kè, tỉnh Trà Vinh. Ông xuất gia năm 1960 tại chùa Phước Tường (xã Phong Phú, huyện Cầu Kè, tỉnh Trà Vinh); thọ giới Sadi năm 1964 tại Phật học đường Lưỡng Xuyên (tỉnh Trà Vinh); năm 1969, ông thọ giới Tỳ kheo tại Phật học viện Huệ Nghiêm (Sài Gòn).
Từ năm 1964 - 1965, ông tu học tại Phật học đường Lưỡng Xuyên; từ năm 1965-1968, ông tu học tại Phật học viện Huệ Nghiêm; năm 1968-1970, ông tu học tại Phật học viện Trung Phần (chùa Hải Đức, Nha Trang). Sau khi tốt nghiệp tú tài năm 1970, ông theo học triết học tại Đại học Văn khoa Sài Gòn và tốt nghiệp cử nhân năm 1974; sau khi tốt nghiệp cử nhân Phật học vào năm 1975, ông tiếp tục học cao học tại Phật học viện cao đẳng Phật học Huệ Nghiêm, tốt nghiệp năm 1979; và tiếp tục ở lại nghiên cứu Phật học tới năm 1991.
Trong các năm 1971-1981, ông làm giảng sư Tổng vụ Hoằng pháp của Giáo hội Phật giáo Việt Nam. Năm 1979-1986, ông làm Phó giám đốc Phật học viện Thiền Hòa, chùa Ấn Quang, Giác Ngộ, Giác Sanh (Thành phố Hồ Chí Minh). Năm 1981-2007, ông làm Giảng sư Ban hoằng pháp trung ương Giáo hội Phật giáo Việt Nam; đồng thời làm giáo sư tại Trường Cao cấp Phật học, Học viện Phật giáo Việt Nam tại Thành phố Hồ Chí Minh, Huế và Hà Nội trong các năm 1984-2004; và làm thư ký Ban Tăng sự Trung ương Giáo hội Phật giáo Việt Nam trong các năm 1987-2007; và Hiệu phó Trường Trung cấp, Cao đẳng Phật học Thành phố Hồ Chí Minh.
Năm 2007-2014, ông làm Phó chủ tịch kiêm Tổng thư ký Hội đồng Trị sự Giáo hội Phật giáo Việt Nam. Năm 2014, sau khi hòa thượng Thích Trí Tịnh qua đời, ông được trao quyền Chủ tịch Hội đồng trị sự Giáo hội Phật giáo Việt Nam, và từ năm 2015, ông chính thức được suy cử vào vị trí này. Cũng từ năm 2014, ông được bầu làm Phó chủ tịch Ủy ban Trung ương Mặt trận Tổ quốc Việt Nam.